# سيلف (لغة برمجة)
سيلف (بالإنجليزية: Self)، هي لغة برمجة كائِنيَّة التوجُّه بدئيَّة الاعتماد. تفرَّعت عن سمول توك، وهي ديناميكيّة النّمط وَتستخدِم الترجمة في الوقت المناسب. استُخدِمت لأوَّل مرَّة كنظام اختبار تجريبيّ لتصميم اللُّغات في الثمانينات وَالتسعينات من القرن العشرين. في 2006، كانت تُطَوَّر كجزء من مشروع كلين (Klein project) الَّذي كان آلة سيلف الافتراضيَّة الَّتي كُتِبَت كُلّيًّا بلغة سيلف. وآخر إصدارات اللُّغة هو 4.5.0 في يناير/كانون الثّاني 2014.
ابتُكرت وَحُسِّنت العديد من تقنيَّات الـترجمة في الوقت المناسب في أبحاث سيلف بسبب الحاجة للسماح للغة برمجة كائِنيَّة التوجُّه عالية المُستوى بأن تُطَبَّق بنصف سرعة سي المِثَاليَّة. تَمَّ أغلب التطوير في صن ميكروسيستمز، وَلاحقًا وُظِّفت تلك التقنيَّات من أجل البقعة الساخنة للآلة الافتراضيَّة للغة جافا.
في وقتٍ ما، نُفِّذ إصدارٌ من سمول توك في سيلف وذلك بسبب قدرتها على ترجمة شفرة برنامج من أجل آلة افتراضيَّة، وقد وَفَّرَ هذا الأمر أداءً جَيِّدًا للغاية.